# Stropnice (evropsky významná lokalita)
Stropnice je evropsky významná lokalita vyhlášená v roce 2004. Lokalita je zahrnuta do soustavy Natura 2000. Předmětem ochrany je výskyt modráska očkovaného (Maculinea teleius) a vydry říční (Lutra lutra). Lokalita se nachází v katastrálních územích Borovany, Buková u Nových Hradů, Byňov, Dvorec u Třebče, Hluboká u Borovan, Jílovice u Trhových Svinů, Lhotka u Třebče, Olešnice u Trhových Svinů, Těšínov, Třebeč a Údolí u Nových Hradů. Součástí této evropsky významné lokality je národní přírodní rezervace Brouskův mlýn.